# Hexacontaedru rombic
În geometrie un hexacontaedru rombic este o stelare a triacontaedrului rombic. Este neconvex, cu 60 de fețe în formă de romburi de aur, cu simetrie icosaedrică. A fost descris matematic în 1940 de Helmut Unkelbach.
Topologic, este identic cu hexacontaedrul romboidal (convex) care are fețele romboidale.

## Divizare

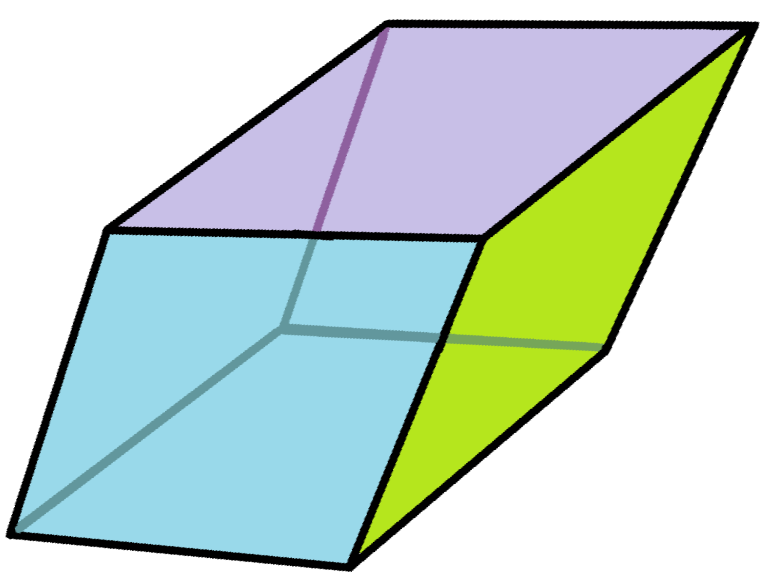
Romboedru de aur ascuțit

Hexacontaedrul rombic poate fi divizat în 20 de romboedre de aur ascuțite care se întâlnesc în centru. Aceasta face ca volumul și aria unui hexacontaedru cu lungimea laturii a să fie:
{\displaystyle V=(10+2{\sqrt {5}})~a^{3}\ \approx 14,472\,135\,955\,000~a^{3},}
{\displaystyle A=(24{\sqrt {5}})~a^{2}\quad \quad \approx 53,665\,631\,459\,995~a^{2}.}

## Construcție

Un hexacontaedru rombic poate fi construit dintr-un triacontaedru rombic

Un hexacontaedru rombic poate fi construit dintr-un dodecaedru regulat luând vârfurile, centrele fețelor și ale laturilor și deplasându-le în spre centru sau spre exterior pe anumite distanțe. Astfel, cele 20 de vârfuri ale unui dodecaedru sunt deplasate spre exterior față de raza sferei circumscrise hexacontaedrului rombic cu un factor de {\displaystyle (\varphi +1)/2\approx 1,309} (unde {\displaystyle \varphi } este secțiunea de aur), cele 12 centre ale feței sunt deplasate spre interior la raza sferei înscrise în hexacontaedrul rombic, la {\displaystyle (3-\varphi )/2\approx 0,691} din valoarea poziției inițiale, iar pozițiile celor 30 de centre ale laturilor rămân neschimbate, Cu acestea se formează hexacontaedrul rombic. Scalarea vârfurilor cu cantități diferite are ca rezultat fețele în formă de romboizi.
Fiecare față rombică are un centru al feței, un vârf și două centre ale laturilor dodecaedrului inițial, centrele laturilor formând diagonala scurtă. Fiecare centru al laturilor este conectat la două vârfuri și două centre ale fețelor. Fiecare centru al feței este conectat la cinci centre ale laturilor, iar fiecare vârf este conectat la trei centre ale laturilor.

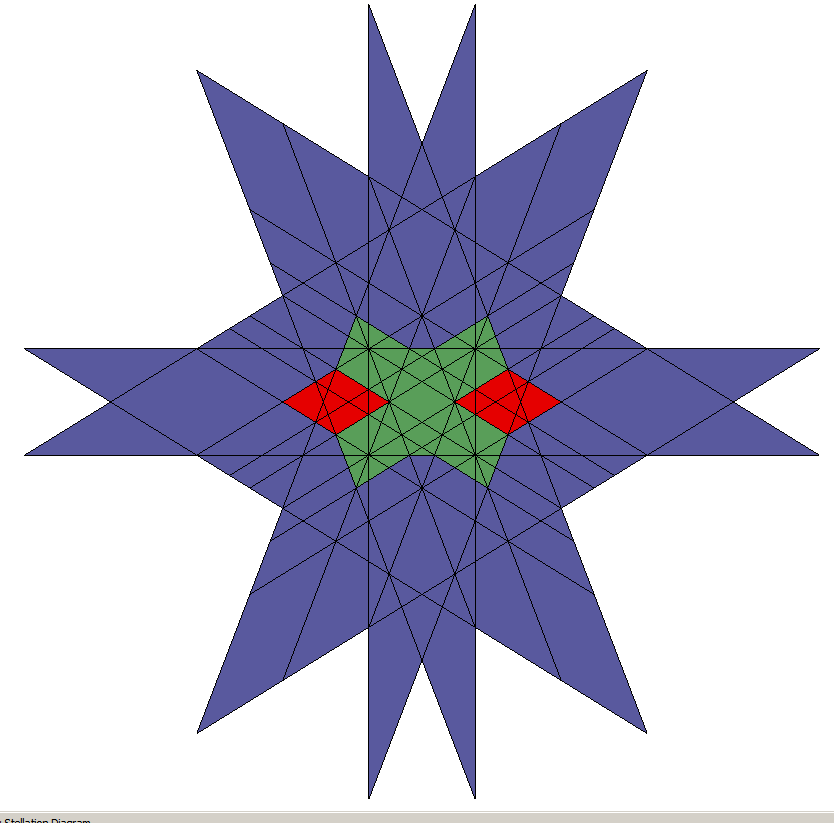

## Stelare
Hexacontaedrul rombic este una dintre cele 227 de stelări ale triacontaedrului rombic. Diagrama sa de stelare este în imaginea de alături, cu fețele inițiale ale triacontaedrului rombic ca rombul central.

## Poliedre înrudite
Marele triacontaedru rombic are cele 30 de fețe rombice mai mari, care se intersectează.